# PRV-16
PRV-16 (în rusă ”Надёжность”, index GRAU - 1RL132, după clasificarea NATO ”Thin Skin”)  este un radioaltimetru sovietic exploatat din anul 1970 în fosta URSS. A fost și în înzestrarea țărilor fostului  Tratat de la Varșovia. Este în înzestrare.

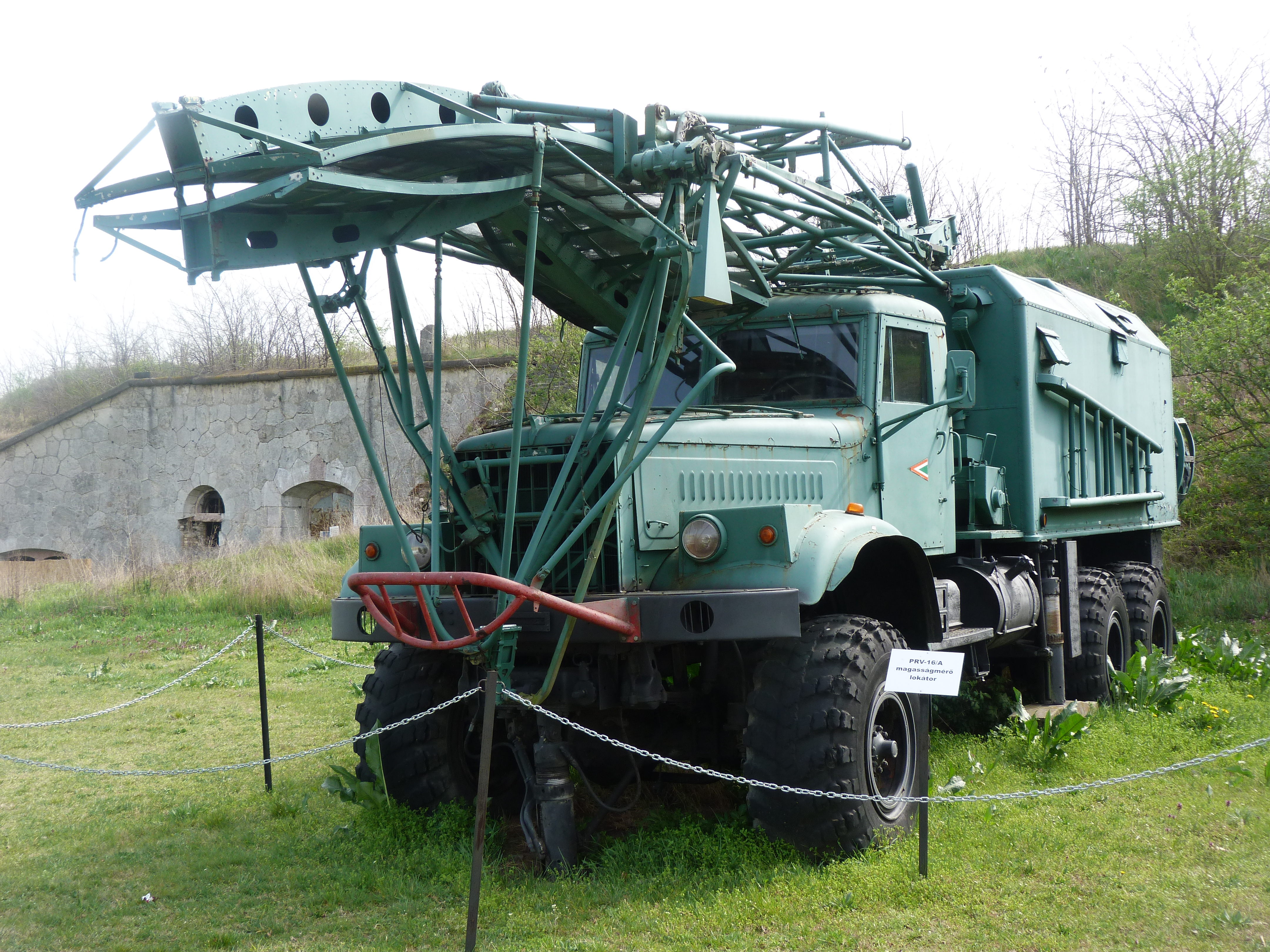
Radioaltimetrul PRV-16 în poziția strâns.
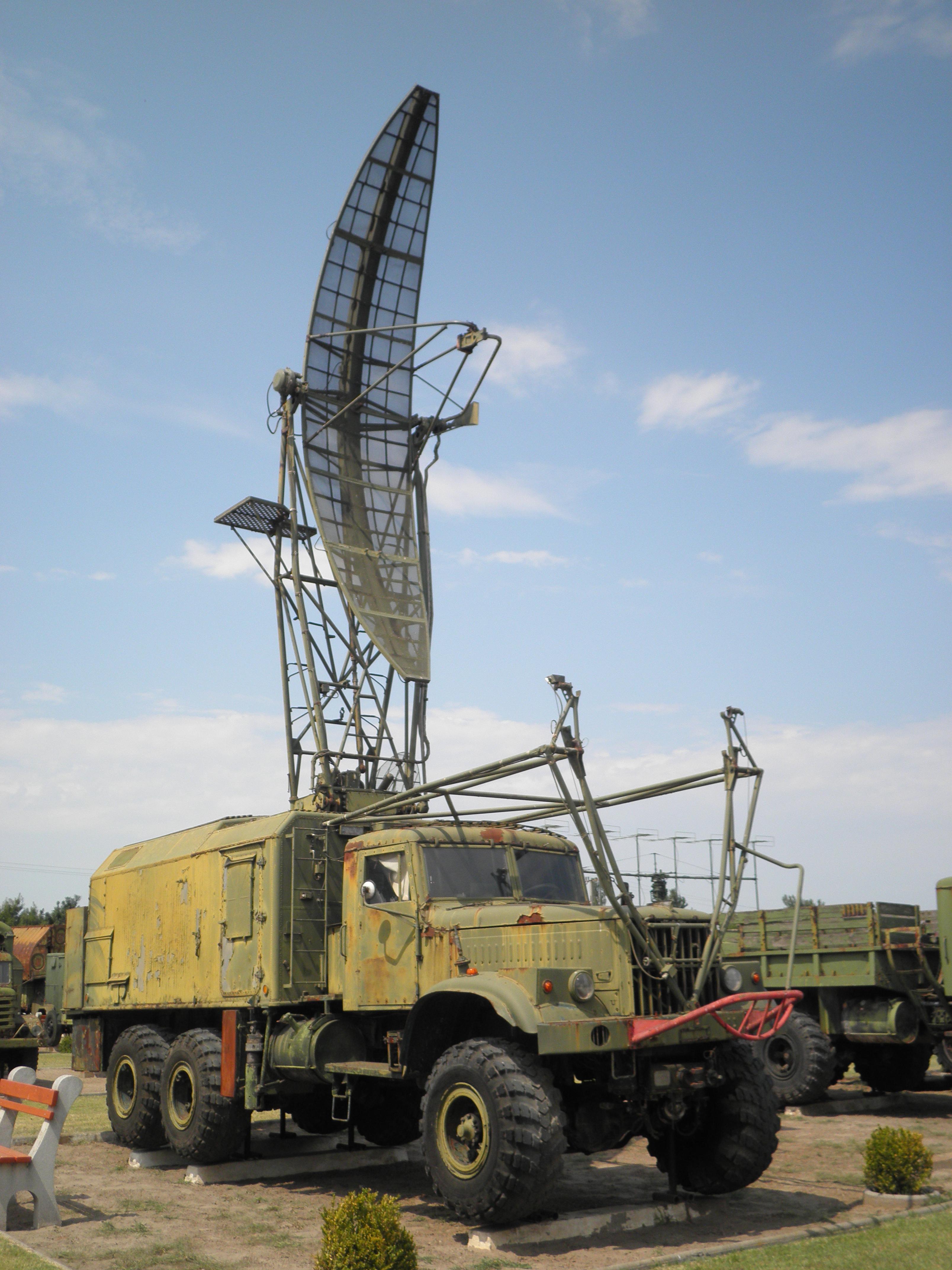
Radioaltimetrul PRV-16 în poziția desfășurat.

## Scurt istoric
La sfârșitul anilor '60, în scopul creșterii fiabilității, imunității la bruiaj, protejării împotriva atacurilor cu rachetele antiradiolocație și măririi zonei de descoperire, la  radioaltimetrele PRV-9 și PRV-9A s-au efectuat lucrări pentru perfecționarea acestora, care s-au terminat prin crearea, pe baza radioaltimetrului de serie PRV-9, a prototipului experimental, al noului radioaltimetru mobil PRV-16 ("Încredere" 1RL132). Proiectantul șef al acestei modernizări a fost V.A. Kravchuk. 
În anul 1970 au fost realizate testele de teren ale radioaltimetrului PRV-16, după care a fost întrodus în exploatare. Spre deosebire de PRV-9 și PRV-9A acest radioaltimetru a avut echipament de protecție împotriva rachetelor antiradiolocație, echipamente pentru identificarea direcției (goniometrarea) unui avion izolat purtător de bruiaj activ de zgomot, aparatură de semnalizare a defecțiunilor radioaltimetrului, asigurarea lucrului pentru unghiuri de elevație negative (până la -1,5 °).
Producția radioaltimetrului PRV-16, precum familia de radioaltimetre PRV-9 a fost realizată în uzina electromecanică Lianozov (în prezent OAO  LEMZ) din Moscova. (SA ”Actaris”).
- Radioaltimetrul a fost realizat în trei variante:
  - PRV-16 (1RL132) aparatura și mecanismele sunt dispuse în remorca nr. 1 iar stația electrică 1Ă9 în remorca nr. 2;
  - PRV-16A (1RL132A) aparatura și mecanismele sunt dispuse în cabina de tip K-375B pe șasiul automobilului KRAZ–255 iar stația electrică 1Ă9 în remorca nr. 2;
  - PRV-16B (1RL132B) aparatura și mecanismele sunt dispuse în cabina de tip K-375B pe șasiul automobilului KRAZ–255B. Nu are stația electrică 1Ă9. Alimentarea cu energie electrică este asigurată de la radiotelemetrul P-40 (P-40A).

## Destinație
Radioaltimetrul este destinat pentru determinarea înălțimii mijloacelor aeriene de zbor după datele indicate de un radiotelemetru sau sistemele automatizate de conducere.
Radioaltimetrul PRV-16 poate lucra în complex cu orice stație de radiolocație de observare circulară și în sistemele automatizate ”Vozduh-1M” și ”Vozduh-1M”. 
Radioaltimetrul PRV-16A poate lucra în aceleași sisteme ca și PRV-16.
Radioaltimetrul PRV-16B este destinat pentru lucrul în complex cu radiotelemetrul P-40A (P-40 ”Bronia”). 

## Scurtă descriere
Radioaltimetrul este un radar mobil care lucrează în impulsuri, în gama centimetrică, protejat la bruiaj, destinat pentru măsurarea înălțimii de zbor a țintelor, descoperite de către radiotelemetrele cu care el se poate conjuga.
Sistemul activ al radioaltimetrului asigură formarea în spațiu a unei caracteristici de directivitate a antenei sub forma unui fascicul îngust în plan vertical (1 °) și mai larg (3 grade) în plan orizontal. Formarea unei astfel de caracteristici a antenei este asigurată de un reflector parabolic, în focarul căruia este amplasat conul radiatorului.
Pentru cercetarea spațiului cu un fascicul atât de îngust antena este capabilă să se miște în ambele coordonate unghiulare – unghi de înălțare și azimut. Măsurarea distanței înclinate până la țintă este furnizată automat prin utilizarea metodei radiolocației în impuls.
Deplasarea antenei în unghi de înălțare se realizează printr-un mecanism de balansare a reflectorului antenei împreună cu radiatorul. Prin aceasta caracteristica de directivitate a antenei balansează în plan vertical în limite date, ceea ce dă posibilitatea să se descopere ținta în unghi de înălțare. În mod sincron cu balansarea antenei, pe indicator, se formează o desfășurare pe verticală a fasciculului electronic pe tubul catodic. Pentru obținerea desfășurării pe verticală la indicator se aplică o tensiune continuă proporțională cu sinusul unghiului de înclinare al antenei.
- Radioaltimetrul asigură determinarea înălțimii, distanței înclinate și azimutului țintei și, de asemenea, azimutul și unghiul de înălțare al purtătorului bruiajului activ de zgomot.
- Radioaltimetrul lucrează în gama de lungimi de undă centimetrice. Dispune de protecție la bruiajul activ și pasiv, la perturbațiile produse de fenomenele meteo și la refexiile de la obiectele fixe din teren. De asemanea, are aparatura de protecție împotriva rachetelor antiradiolocație de tip ”Shrike”.
- Radioaltimetrul are aparatură de imitare a țintelor și a bruiajului de zgomot pentru antrenarea operatorilor.
- În compunerea radioaltimetrului intră următoarele instalații de bază:
  - instalația de antenă și ghid de undă;
  - instalația de emisie;
  - instalația de recepție;
  - instalația de indicare;
  - instalația de protecție la bruiajul activ, pasiv și bruiajul asincron în impulsuri;
  - instalația de protecție la rachetele autodirijate prin radiolocație;
  - instalația de prelucrare a coordonatelor;
  - instalația de rotire și balansare a antenei;
  - instalația de comandă și protecție la suprasarcini;
  - aparatura de control și măsurare;
  - instalația de răcire și ventilare.

## Date tehnico-tactice
- timpul de desfășurare sau strângere la PRV16 – 45 minute (fără instalarea indicatorului de înălțime într-un punct de comandă);
- timpul de desfășurare sau strângere la PRV16A și PRV-16B – 15 minute;
- timpul de cuplare până la emisie, cu alimentarea electrică asigurată – 3,5 minute;
- condiții climaterice de funcționare:
  - temperatura mediului înconjurător – de la –40 la +50 grade Celsius;
  - la o umiditate a aerului până la 93% (temperatura aerului până la 32 grade Celsius);
  - la o viteză a vântului până la 25 de metri pe secundă;
  - pe timp de ploaie, ceață sau căderi de zăpadă;
  - la o înălțime până la 3.000 metri față de nivelul mării;
- lucrul normal al radioaltimetrului se poate asigura de la indicatorul de înălțime înstalat la o distanță de până la 300 de metri.